# 阿氏鱊
阿氏鱊（学名：Acheilognathus asmussii）為輻鰭魚綱鯉形目鱊科鱊屬的一種，為溫帶淡水魚，分布於俄羅斯、中國、蒙古及韓國的淡水流域，體長可達16公分，繁殖期時雌魚會將卵產在貽貝中，稚魚孵化而且停留在貝殼內中，直到它們能游泳，可做為觀賞魚。

## 扩展阅读
維基物種上的相關：阿氏鱊